# 김상길 (1926년)
김상길(金相吉, 1926년 12월 29일 ~ 2018년 4월 22일)은 대한민국 원로 반일반공(大韓民國 元老 反日反共) 계파 독립운동가 겸 해군 제독 및 예비역 대한민국 해군 소장 출신이다. 호(號)는 남협(南峽).

## 생애

### 어린 시절
경상북도 대구 남산정 541番地에서 출생하여 지난날 한때 경상북도 문경과 경상북도 달성을 거쳐 경상북도 경주에서 잠시 유아기를 보낸 적이 있는 그는 그 후 서울에서 성장하였다.

### 대한 독립 운동
1939년 경성재동보통학교를 나온 후 같은 해 1939년 경상북도 대구고등상업학교에 입학하여 그 후 경상북도 대구고등상업학교 재학 중이던 1942년 5월에 동교생 이상호(李相虎)·서상교(徐尙敎) 등과 함께 대한제국 조국의 독립을 위해 목숨을 바치기로 맹세하고 항일 학생 비밀 결사 태극단(太極團)을 조직하였다. 이 당시 태극단이란 명칭은 구한말 이래 사용되어 온 태극기를 상징하여 정한 것이며, 동 결사의 약칭으로 t.k.d를 사용하기도 했다. 이 무렵 시절 일제는 전격적으로 태평양 전쟁을 도발하여 차라리 마지막 발악이라도 하던 때로써 그 시절 감시와 탄압을 더욱 가혹하게 했으나, 그와 동지들은 일본군 입대 전격 반대 등 일제 식민 관련 통치에 대항하는 내용의 유인물을 만들어 뿌리면서 독립 정신을 고취하는 한편 조직 확대를 위해 동지 포섭 활동에 주력하였다. 그리하여 1943년 4월에 김정진(金正鎭)·이준윤(李浚允)·이원현(李元鉉)·윤삼용(尹三龍) 등을 동지로 포섭하였으며 계속 대구 지방의 각 학교 단위로 조직을 확대해 나갔다. 1943년 5월에는 그 동안에 가입한 단원들을 모두 포함하여 전원이 경상북도 대구 지방 앞산인 경상북도 대구 비파산(慶尙北道 大邱 琵琶山) 약수터에 모여 전격 결단식을 가졌으며, 그와 간부들은 구체적 투쟁 방안에 관하여 협의하고 조직을 정비하였다. 태극단의 조직은 크게 일반 조직, 특수 조직으로 나누었으며 최고의 의결 기관으로써 간부 회의도 구성하였다. 그리고 일반 조직은 다시 육성부(育成府) 아래 관방국(官房局)·체육국(體育局)·과학국(科學局) 등 3국을 두고 그밑에 군사부(軍事部)·항공부(航空部) 등 10여부(部)를 두어 체계화했으며 특수 조직은 건아대(健兒隊)라 칭하여 중학교 1·2학년생과 국민학교 상급반 학생을 대원으로 가입시켜 이들을 장차 단원으로 육성하는데 목적이 있었다. 이 때 그는 관방국 국장의 일을 맡아 태극단의 일반 사무 관련 활동을 관장하였다. 한편 태극단의 투쟁 방략은 조직 확대를 통하여 전국의 학교와 각 지역별로 조직을 완성한 후 여론을 환기시키며 본격적인 항일투쟁을 전개하는 것인데, 만약 대한제국 국내에서의 투쟁이 여의치 못할 때에는 차라리 국민정부 중화민국 대륙 본토 땅으로 집단 성향 망명하여 그곳에서 항쟁을 계속한다는 계획도 세웠다. 그리하여 단원들은 용두산(龍頭山)·비파산 등 비밀 장소를 이용하여 학술연구토론회, 각종 체육회 등을 개최하여 동지간 유대 관련 의식과 민족적 교양의 함양 및 체력 증강에 힘을 쏟았다. 또한 궁극의 목적을 달성하기 위해 군사학 연구에도 정진하여 군사 관계 서적의 번역, 글라이더 및 폭발물 제조에 관한 연구를 추진하였다. 그러나 1943년 5월에 지난날 경상북도 대구고등상업학교 중퇴생 출신이던 특정 배반자들의 밀고로 인하여 태극단의 조직과 활동이 일경에 발각되었으며 이로 인하여 그는 학교에서 수업 도중 동지들과 함께 피체되어 경상북도 대구고등상업학교에서 전격 퇴학 조지 처분되었다. 결국 그는 모진 고문을 받다가 1944년 1월, 경상북도 대구지방법원에서 소위 치안유지법 위반으로 징역 단기 5년형, 장기 7년형을 언도받고 경기도 인천소년형무소에서 옥고를 치르던 중 1945년 8·15 광복으로 인하여 전격 출감 조치 및 석방되었다.

### 1945년 광복 후 22년간 해군 생활과 1971년 이후 만년
그 후 1946년 8월 21일에서 1947년 8월 26일까지 한국독립당 초급행정위원 직위를 지냈으며 1947년 8월 26일을 기하여 한국독립당 탈당을 하였고 1948년 1월 31일을 기하여 경상북도 대구고등상업학교 명예 졸업장을 받았으며 1948년 2월 29일을 기하여 경상북도 대구제2중학교 명예 졸업장을 받았다.
그 후 1949년 해사 1기로 해군 소위 임관한 그는 그 후 육군보병학교(1954년)와 국방대학교(1956년)를 나왔으며 거듭 순조로이 진급하여 해군 준장 시절이던 1963년 8월 15일 대한민국 건국훈장 독립장을 서훈 수여받았으며 그 이외 한국 전쟁과 베트남 전쟁에도 참전한 그는 해군본부 정훈참모부 부장(1970년 2월 2일 ~ 1970년 4월 10일), 해군참모차장 직무대리(1970년 4월 10일~1970년 4월 26일) 등을 거쳐 1970년 4월 26일을 기하여 해군참모차장 직책에 전격 보임되었으며 1971년 1월 1일을 기하여 대한민국 해군 제2함대사령관(1971년 1월 1일~1971년 8월 21일) 직책에 보임되었고 그 후 대한민국 국방부 차관 예하 행정보좌관 재직 시절이던 1971년 12월 1일을 기하여 예비역 대한민국 해군 소장 예편하였다.
그 후 그는 경상북도 대구시장 직무대행 서리 직책을 잠시 거쳐 한국국민당 전임고문 겸 최고위원 직위를 잠시 지내다가 사퇴하였으며 그 후로도 일평생 반일반공(反日反共) 운동에 투신하여 훗날 1980년대 중반에서 1990년대 초반까지 지난날 자신의 대한 독립 운동 관련 수기를 수필집, 그리고 회고록 등으로 저술 및 발표하기도 하였으며 前 중화민국 경제학자 저우유광(周有光) 前 광화 대학교 교수의 저서를 한국어로 번역하여 발표키도 하였다.
2018년 4월 22일 별세한 그의 유해는 대한민국 국립 서울현충원에 안장되어 있다.

## 서훈
대한민국 정부에서는 그의 공훈을 기리고자 1963년 8월 15일을 기하여 대한민국 건국훈장 독립장을 수여하였다.